# Lyssomanes tapirapensis
Lyssomanes tapirapensis är en spindelart som beskrevs av Galiano 1996. Lyssomanes tapirapensis ingår i släktet Lyssomanes och familjen hoppspindlar. Inga underarter finns listade i Catalogue of Life.